# Semmelweis-Frauenklinik

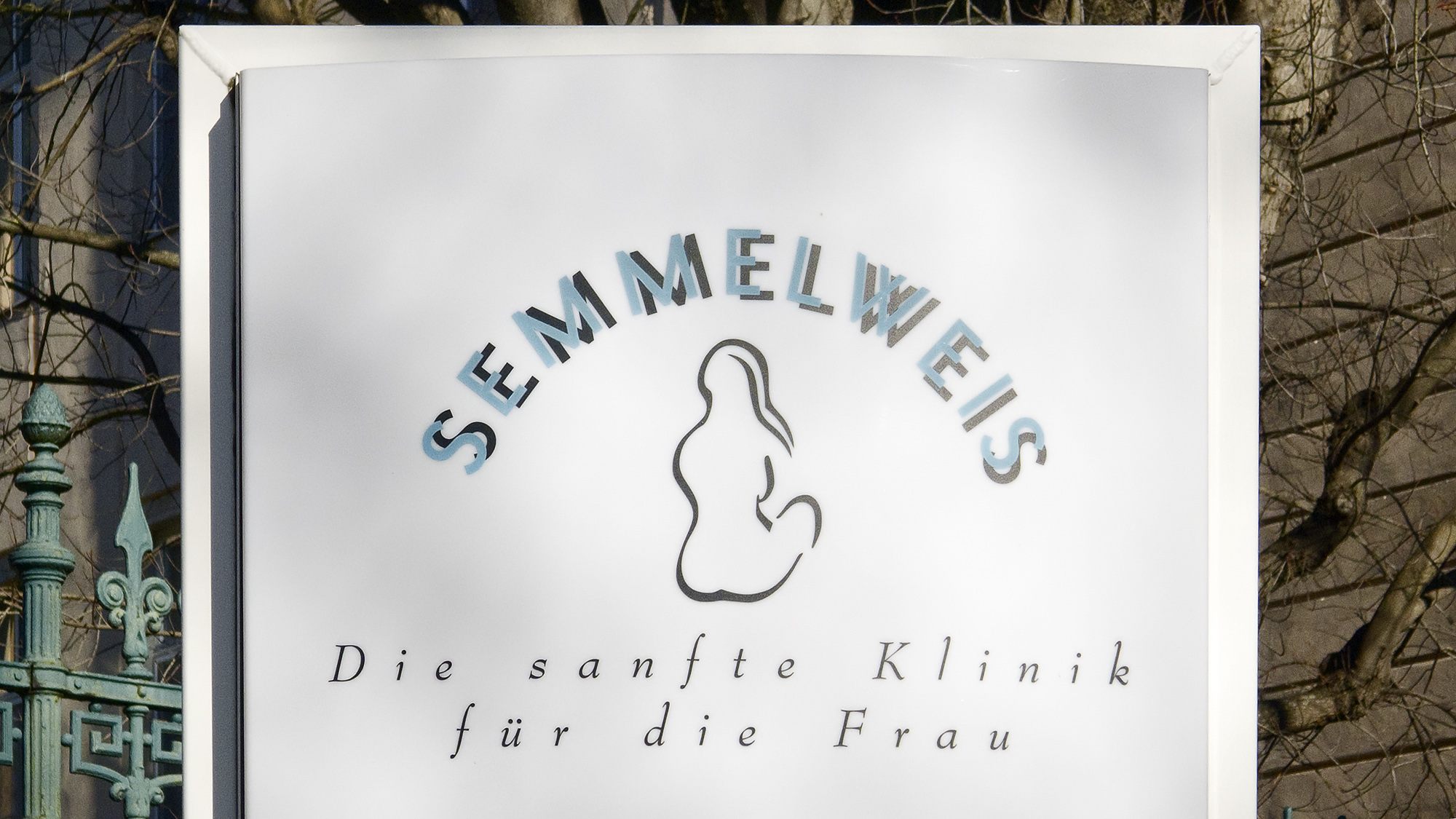
Logo der Semmelweis-Frauenklinik

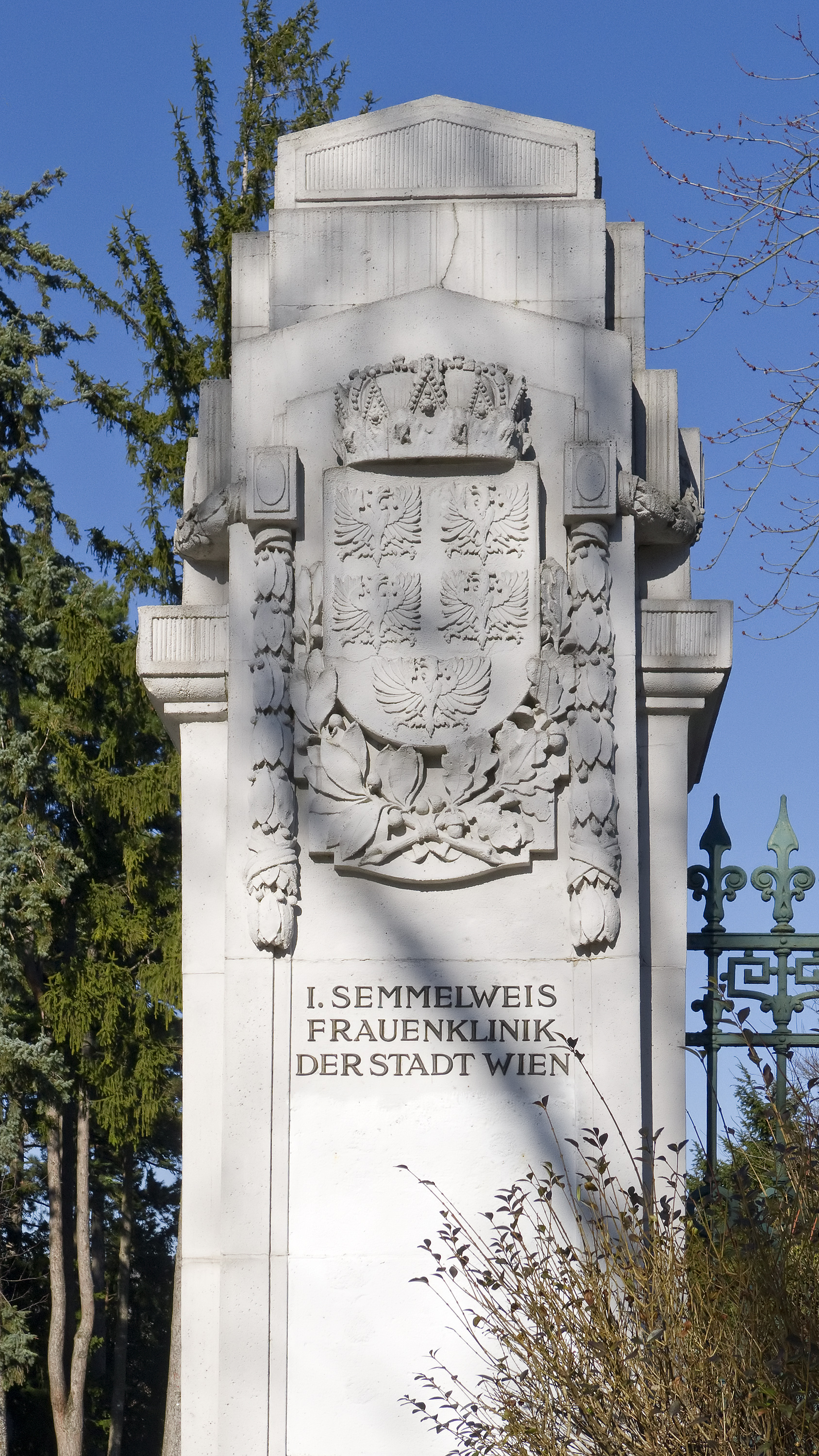
Stele an der Einfahrt

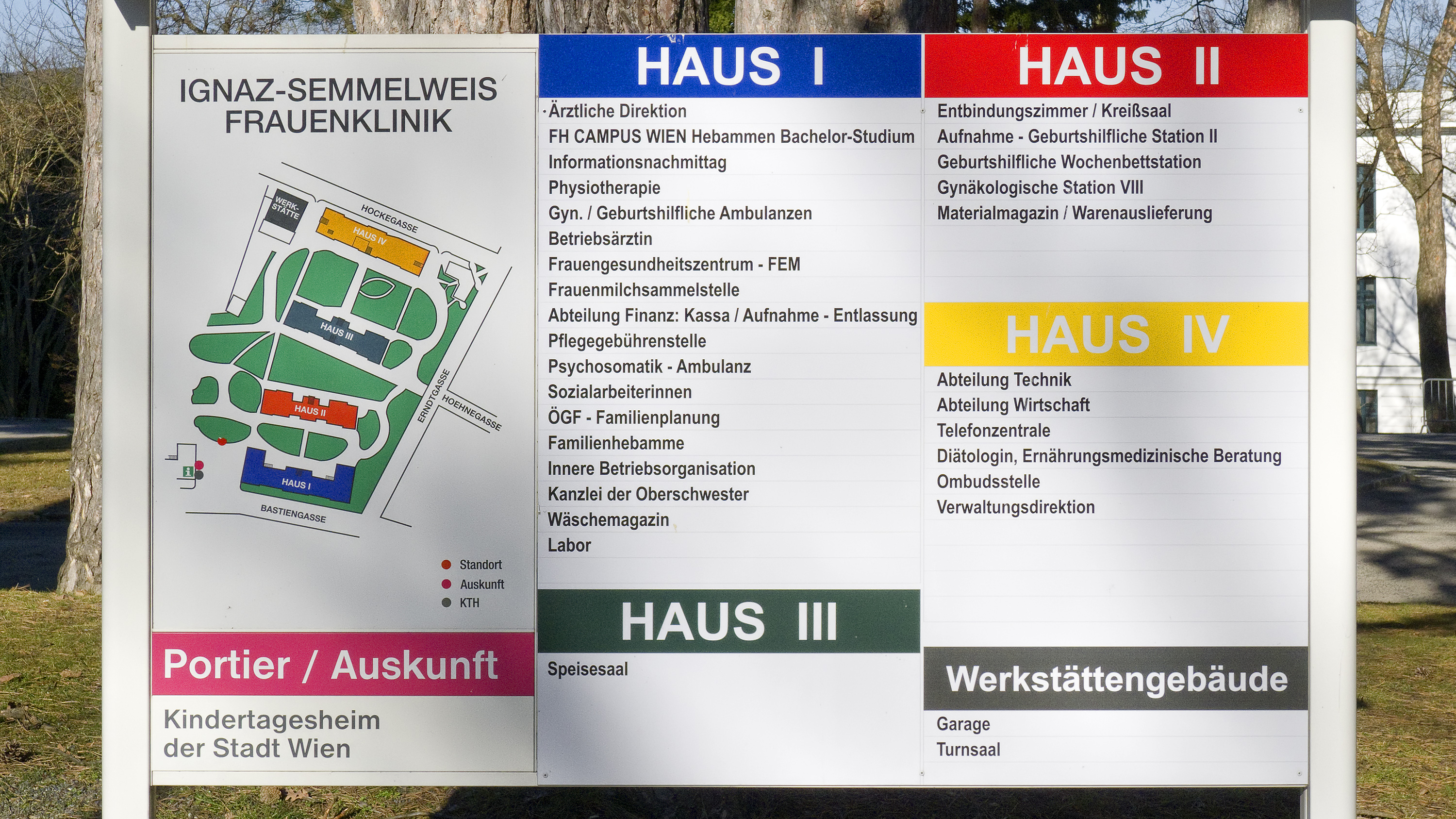
Übersichtstafel

Die Semmelweis-Frauenklinik war von 1943 bis 2019 eine Frauenklinik im 18. Wiener Gemeindebezirk Währing. Sie war nach dem Arzt Ignaz Semmelweis benannt.

## Lage und Architektur
Die Klinik lag an der Bastiengasse 36–38 im Bezirksteil Gersthof. Sie bestand aus sechs fünfgeschoßigen Pavillons in einer Parkanlage.
In der Anlage steht ein Denkmal Kaiser Franz Josephs I., das 1910 vom Bildhauer Georg Leisek geschaffen wurde. Es befand sich bis 1936 im Pflegeheim Lainz. Auf einem Kantpfeiler steht eine Ignaz Semmelweis darstellende Büste, ein Werk des Bildhauers Rudolf Schmidt aus dem Jahr 1944. Am secessionistischen Gitterportal der Klinik ist das niederösterreichische Wappen angebracht.
Die Anlage steht unter Denkmalschutz und ist auch von der Stadt Wien als bauliche Schutzzone ausgewiesen.

## Geschichte
Die Anlage wurde von 1908 bis 1910 im Auftrag der niederösterreichischen Landesregierung durch das Niederösterreichische Landesbauamt als Findelanstalt auf dem Grund des ehemaligen Gersthofer Schlosses erbaut. Die Architekten dieses Niederösterreichischen Landes-Zentralkinderheims waren Karl Otto Limbach (1873–1952) und Max Haupt (1870–1932). Das Kinderheim war bestimmt, das k.k. Findelhaus in der Alser Straße 23, unter Erweiterung seiner Widmung, mit einer den modernsten Anforderungen entsprechenden Kinderschutz-Einrichtung zu ersetzen.
Im Park der Schlossrealität Gersthof fand am 12. Mai 1908 die Grundsteinlegung im Beisein von Franz Joseph I. statt. Vorgesehen war die Aufführung von sechs großen Pavillons, darunter ein Direktionsgebäude mit der Beratungsstelle für Säuglingspflege und -ernährung, Aufnahms- und Untersuchungszimmer, ferner ein Verwaltungsgebäude mit den Kanzleien der Rechtsschutzabteilung und der Evidenz zu den in Außenpflege befindlichen Kindern, im Obergeschoß Wohnungen für Schwestern und Lokalitäten zur Kasernierung der von auswärts kommenden Kostfrauen. Außerdem zwei Pavillons für Mütter mit ihren Kindern, ein Pavillon für die von Ammen gestillten Kinder sowie das Wirtschaftsgebäude, ein Stallgebäude samt Remise sowie ein Kesselhaus.
Der Gesamtbelag des Landes-Zentralkinderheims betrug 270 Betten für Mütter und Ammen, rund 400 Betten für Säuglinge und 60 Betten für größere Kinder. Für die Heizung wurde ein Fernheizwerk errichtet, Küche und Wäscherei mit Dampfbetrieb ausgestattet. Die Zustellung der Speisen von der Küche in die Pfleglingsgebäude erfolgte auf Rollwagen durch unterirdische Gänge und in den Pavillons selbst durch Aufzüge in die einzelnen Stockwerke.
Am 20. April 1910 fanden Schlusssteinlegung und Eröffnung statt, erneut in Anwesenheit des Monarchen. Das Land Niederösterreich war vertreten durch Statthalter Erich von Kielmansegg (1847–1923), die Stadt Wien durch Vizebürgermeister Josef Neumayer (1844–1923).
Mit 1. Jänner 1921 wurden die Landesverwaltungen von Niederösterreich und Wien geteilt, mit 1. Jänner 1922 war die Trennung Wiens als eigenes Bundesland von Niederösterreich endgültig vollzogen, und die Stadt Wien übernahm im Humanitätsbereich (neben der Heilanstalt Steinhof sowie der Irrenanstalt Ybbs) die Institution (samt Anstalt für geheilte luetische Kinder in Schwadorf).
Mit 24. Juli 1940 nahm die Wiener städtische Fürsorgeanstalt Am Spiegelgrund (Pavillons 1, 3, 5, 7, 9, 11, 13, 15 und 17) mit insgesamt 640 Betten ihren Betrieb auf. Dahin übersiedelte auch die heilpädagogische Abteilung des Zentralkinderheims und die darin seit 1934 untergebrachte Schulkinder-Beobachtungsstation. Bereits vor 1940 fanden im Zentralkinderheim wissenschaftliche Entwicklungsprüfungen bei auffälligen Säuglingen und Kleinkindern zwecks Früh- und Differentialdiagnosen von Entwicklungsstörungen und Erziehungsschwierigkeiten statt, vorgenommen von der Kinderpsychologin Edeltrud Baar (1910–1958), die gutachterlich 68 Kinder an den Spiegelgrund überstellen ließ, von denen 36 dort verstarben.
1943 gründete die Stadt in zunächst zwei Pavillons die Semmelweis-Frauenklinik. Bei der Eröffnung der Klinik und der ihr angeschlossenen Hebammen-Lehranstalt am 12. Jänner 1944 waren unter anderem zugegen: Reichsleiter Baldur von Schirach (1907–1974), Gauleiter-Stellvertreter Karl Scharizer (1901–1956), Bürgermeister der Stadt Wien Hanns Blaschke (1896–1971), Reichsgesundheitsführer Leonardo Conti (1900–1945), Gesundheits-Stadtrat Max Gundel (1901–1949) sowie der Ärztliche Leiter Hermann Siegmund (1899–1991). Musikalisch umrahmt wurde der Anlass von dem 1923 gegründeten Sedlak-Winkler-Quartett und einer Abordnung der Wiener Sängerknaben. Im Garten der Klinik enthüllte zu Beginn des Festakts Bürgermeister Blaschke, als seine erste feierliche Amtshandlung, die von Bildhauer Rudolf Schmidt (1894–1980) geschaffene Büste des Namensspenders.
2002 wurde sie in die städtische Krankenanstalt Rudolfstiftung des Wiener Krankenanstaltenverbunds (KAV, heute Wiener Gesundheitsverbund) eingegliedert.
Im Zuge der Neuordnung der Wiener Spitalslandschaft übersiedelte im Juni 2019 die Belegschaft der Semmelweis-Frauenklinik in die neu errichtete Klinik Floridsdorf. Die medizinischen Einrichtungen und Betten werden von der Rudolfstiftung vor Ort weiter benutzt.
Danach sollen die Gebäude einer neuen Nutzung zugeführt werden, ein Teil wird bereits seit 2012 von der privaten „AMADEUS international school of music VIENNA“ genützt. In einem weiteren Teil der Gebäude befindet sich das Kunst- und Kulturzentrum „Semmelweisklinik“ mit Ausstellungsräumen und ca. 40 Künstlerateliers. Auf einem privatisierten Teil des Areals wurden Luxuswohnungen errichtet. Die Oppositionsparteien FPÖ und NEOS kritisierten den Verkaufspreis als zu niedrig und eine Nähe des Käufers zur regierenden SPÖ. Welche Nachnutzung es für die Parkanlagen geben soll, ist noch nicht geklärt.

## Leistungen
Seit den 1970er-Jahren gab es in der Semmelweis-Frauenklinik Rooming-in. Die Klinik betreute jährlich rund 5.500 stationäre Patientinnen, und pro Jahr wurden hier etwa 2.200 Babys entbunden. In der Klinik sind die Abteilung für Gynäkologie und Geburtshilfe und die Abteilung für Anästhesiologie der Rudolfstiftung untergebracht. Die sieben Spitalsambulanzen waren auf Untersuchungen des weiblichen Beckenbodens und Beckenbodentraining, Dysplasie, Geburtshilfe, Gynäkologie, Psychosomatik, Ultraschall für Pränataldiagnostik sowie Urogynäkologie spezialisiert. Eine interdisziplinäre Einrichtung war der Wahlhebammengeburt gewidmet. Hinzu kam die Muttermilch-Sammelstelle (heute: Humanmilchbank) in der Klinik Floridsdorf.
In der Semmelweis-Frauenklinik befand sich außerdem ab 1992 ein Gesundheitszentrum für Frauen, Eltern und Mädchen des Instituts für Frauen- und Männergesundheit. 1995 wurde das Büro der ÖGF in die Semmelweis-Frauenklinik verlegt. Diese beiden Vereine sind 2019 im Zuge der Verlegung der Geburtshilflichen Station in ein modernes Spital in die Klinik Floridsdorf übersiedelt.

## Bilder

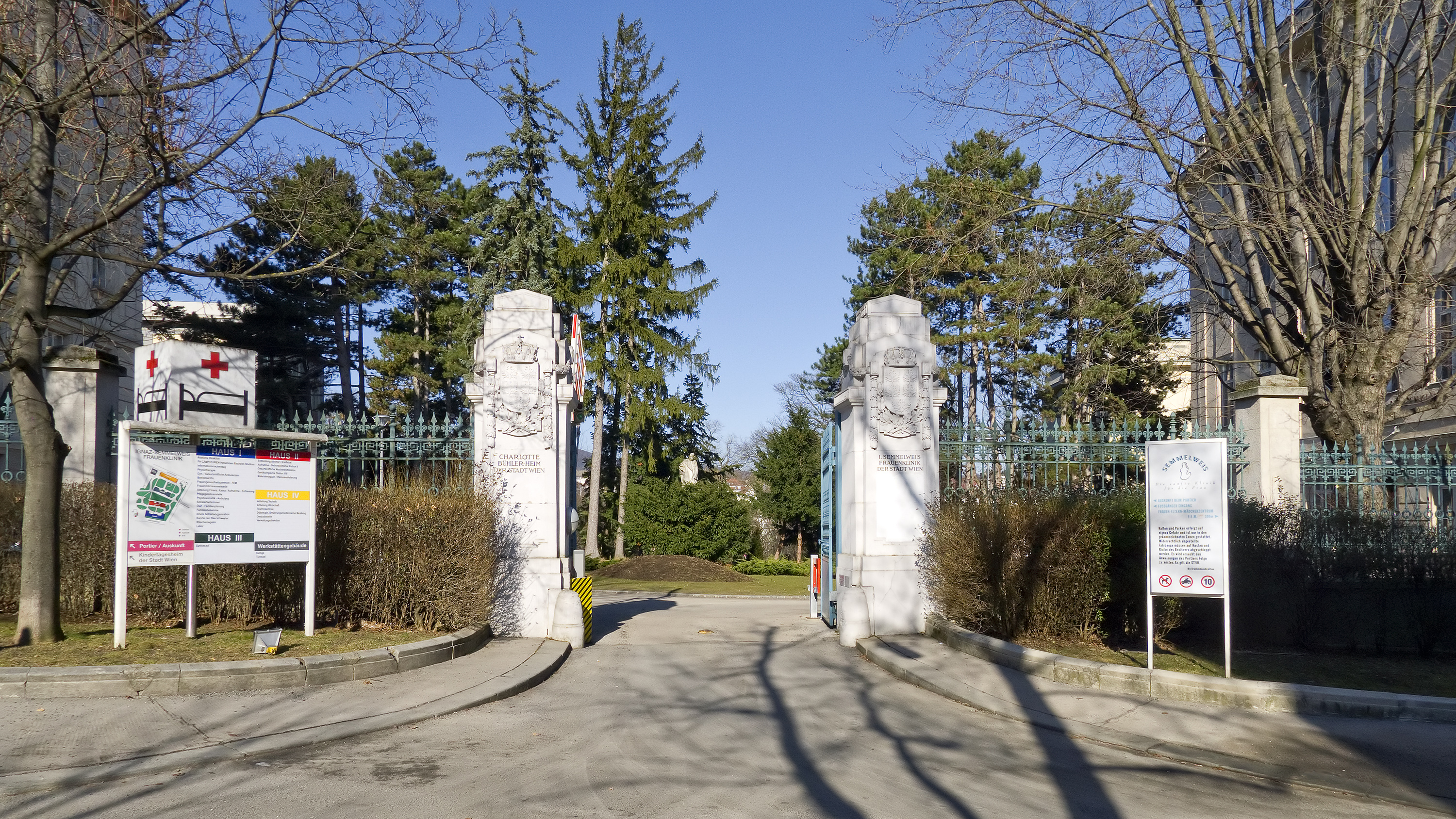
Einfahrt Bastiengasse
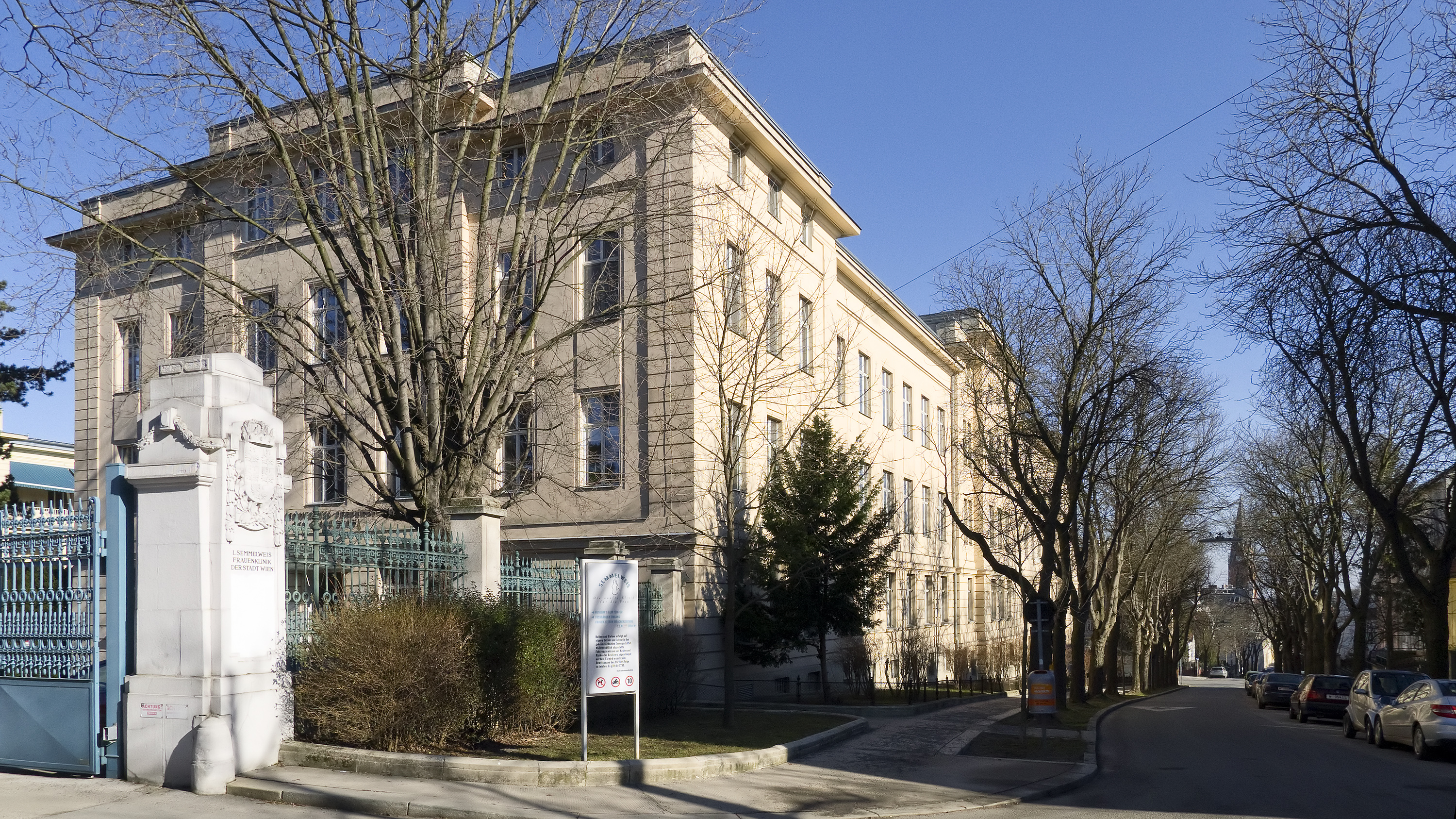
Haus 1 an der Bastiengasse
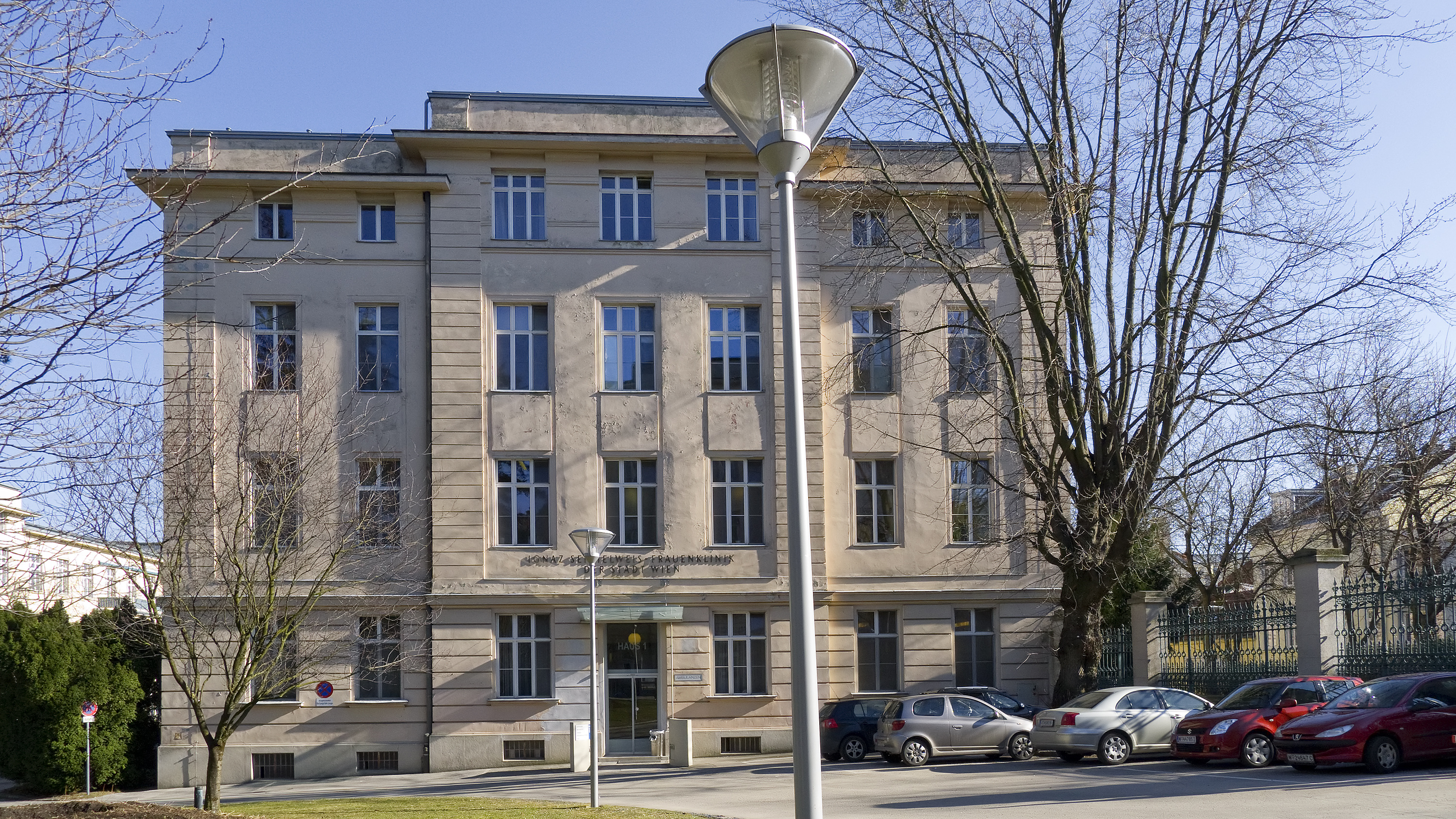
Haus 1, Westseite
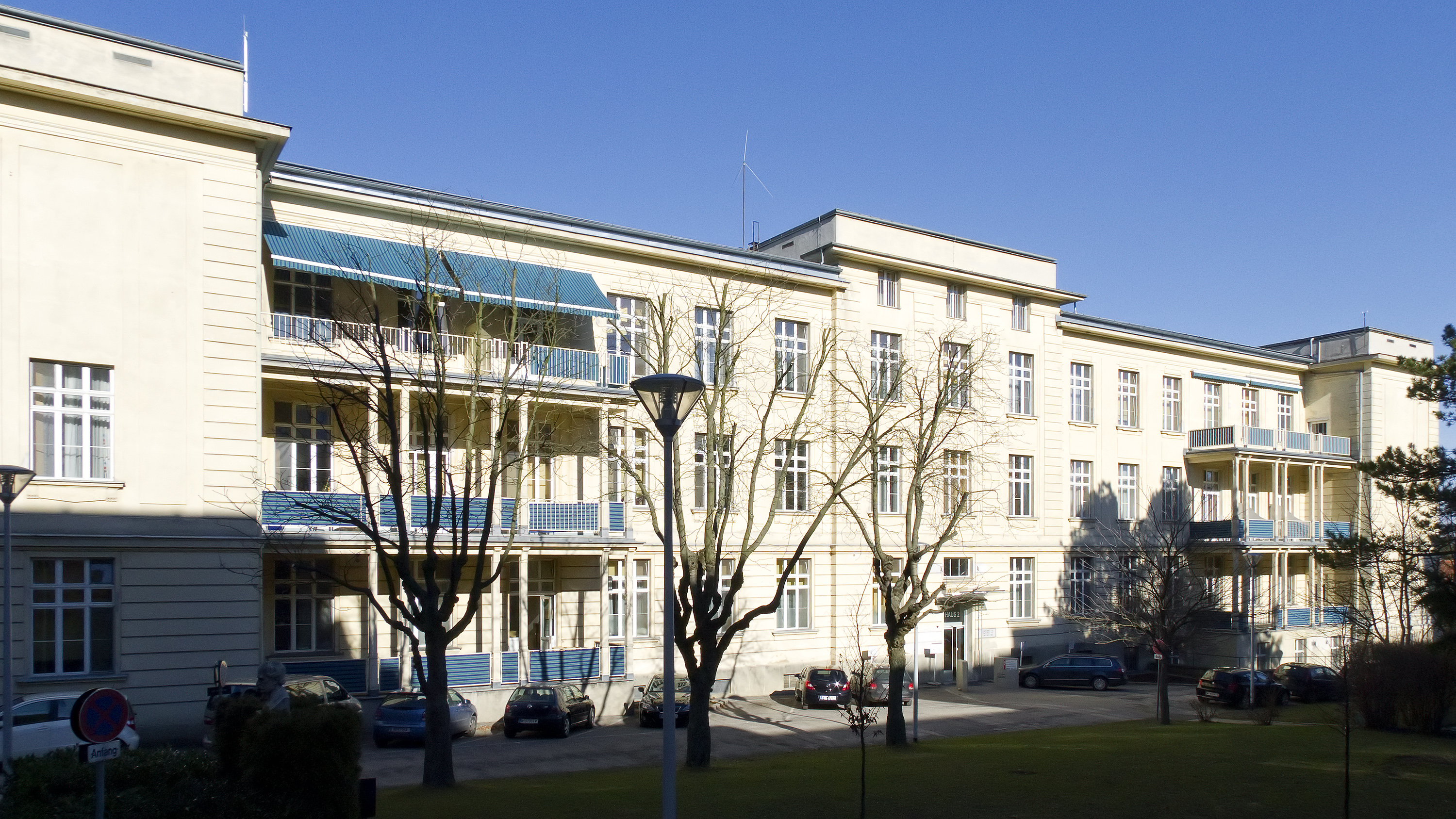
Haus 2
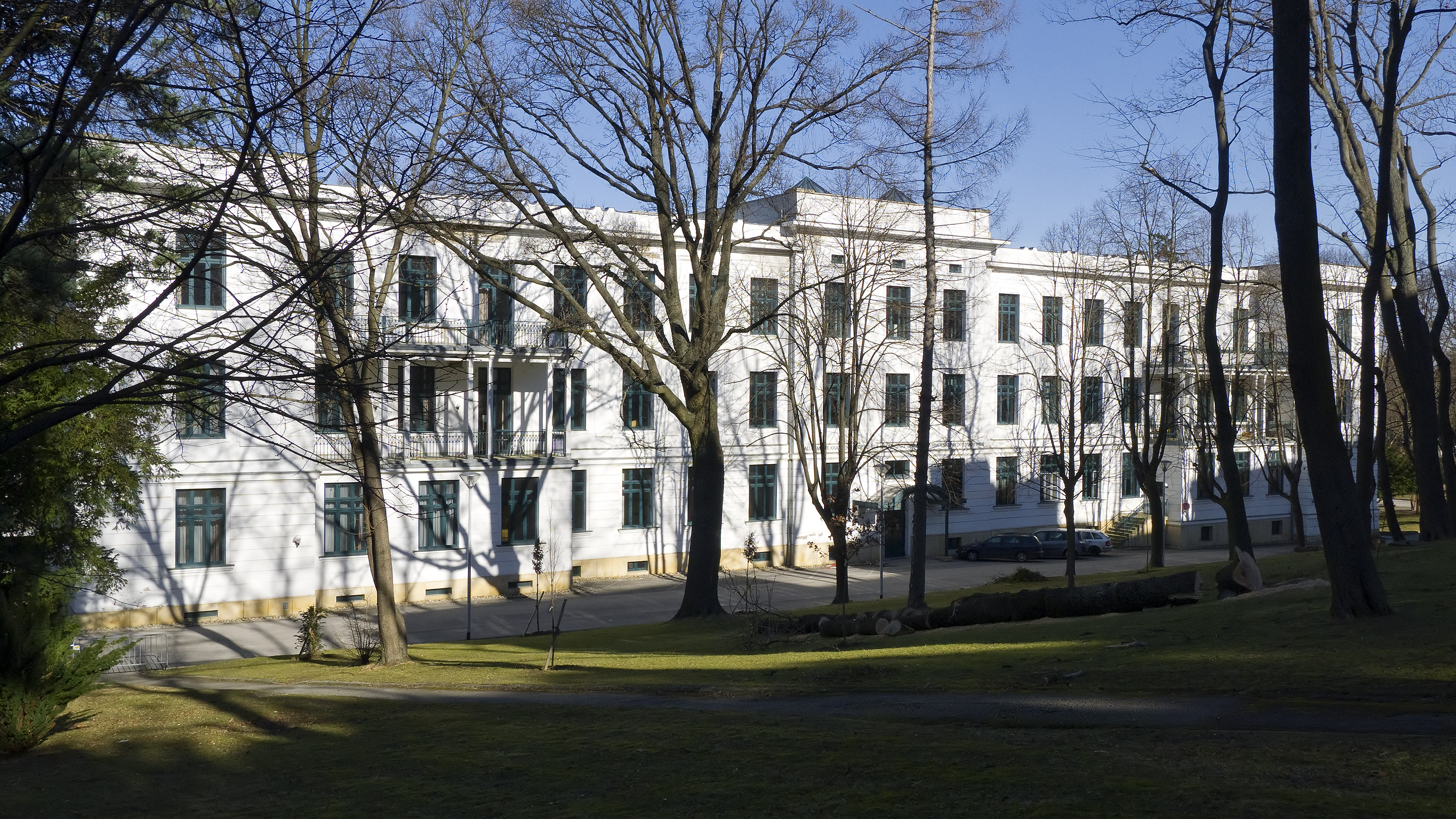
Haus 3
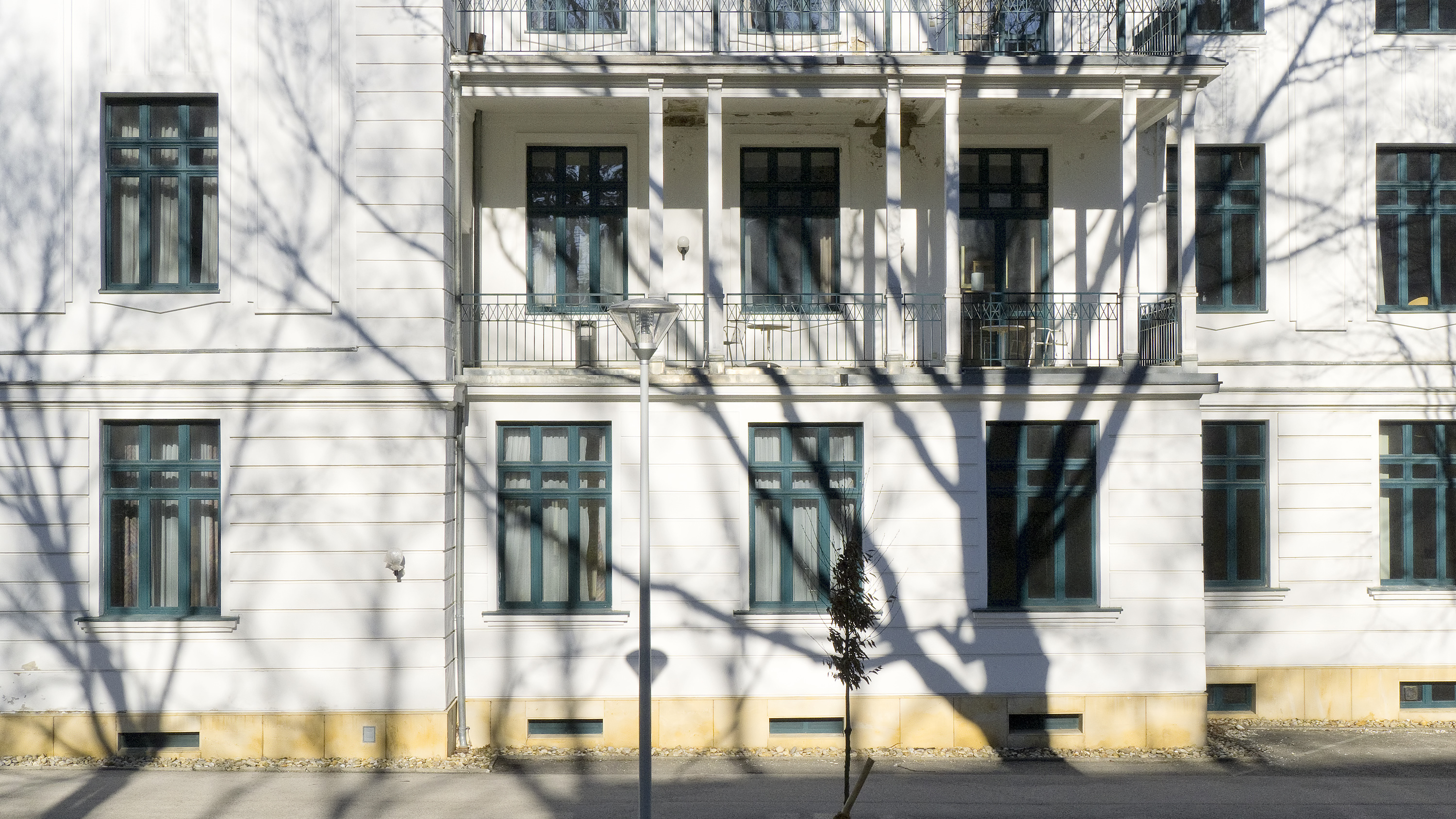
Haus 3, Detail der Fassade
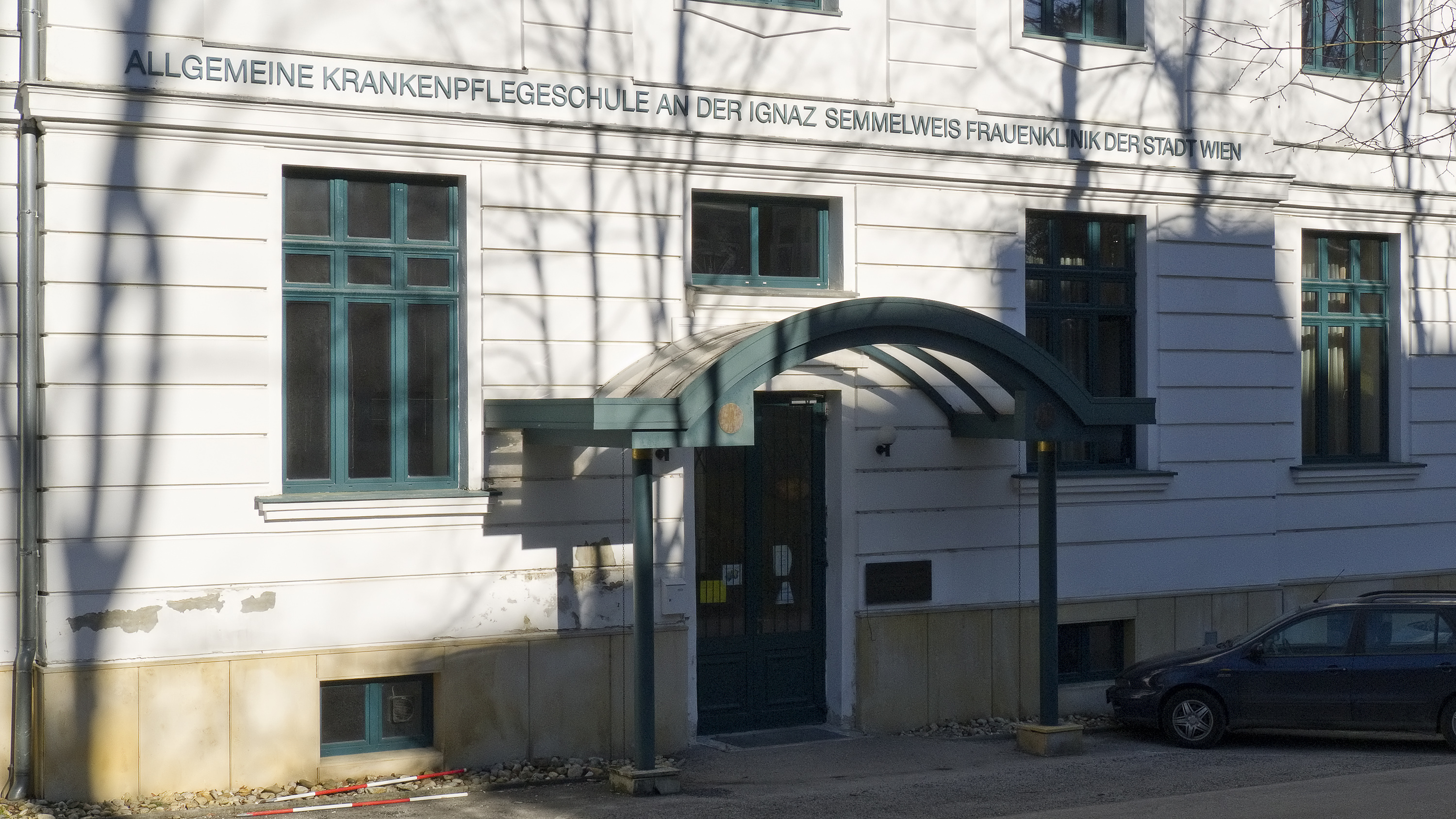
Haus 3, Eingang
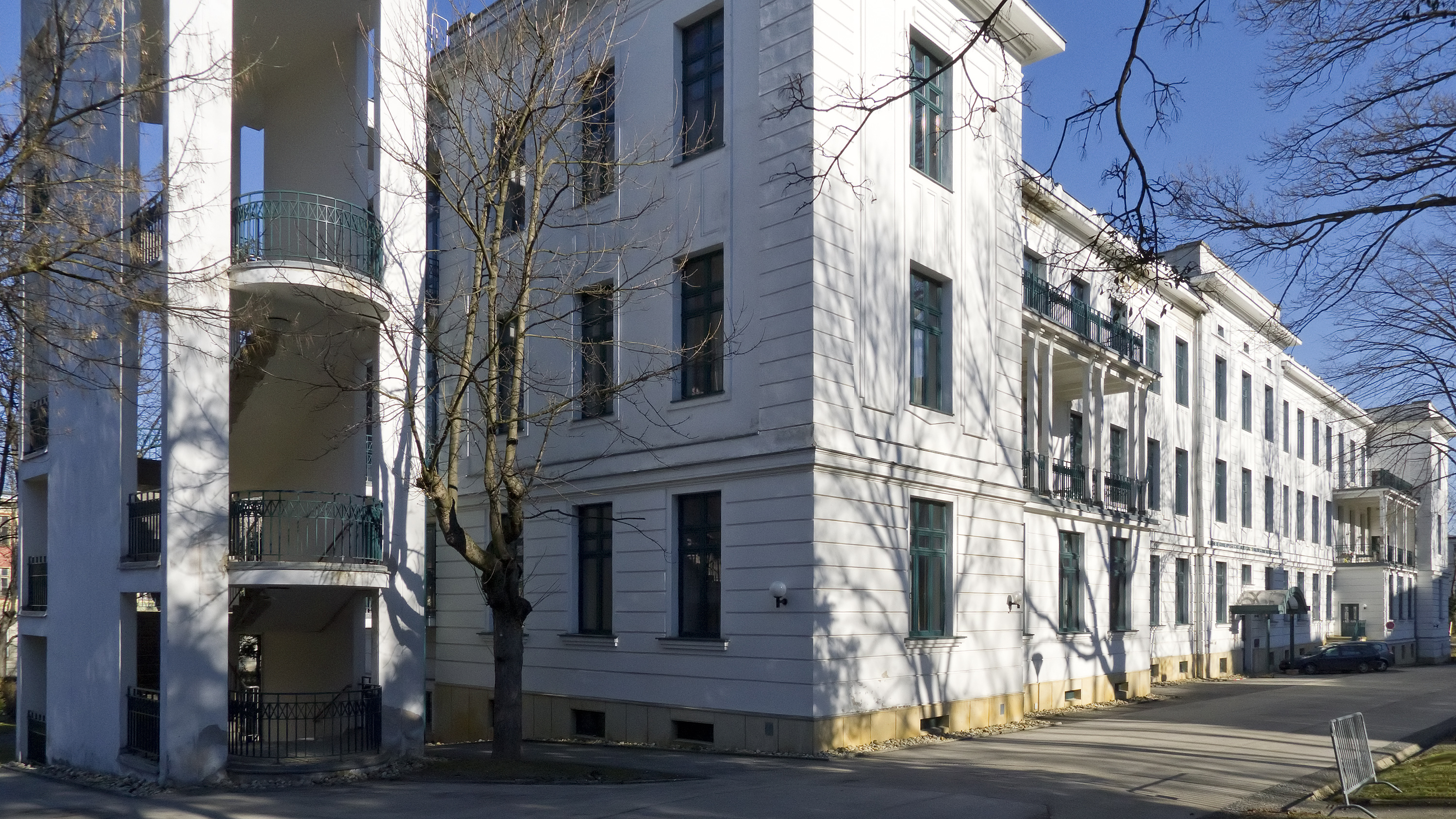
Haus 3, Westteil
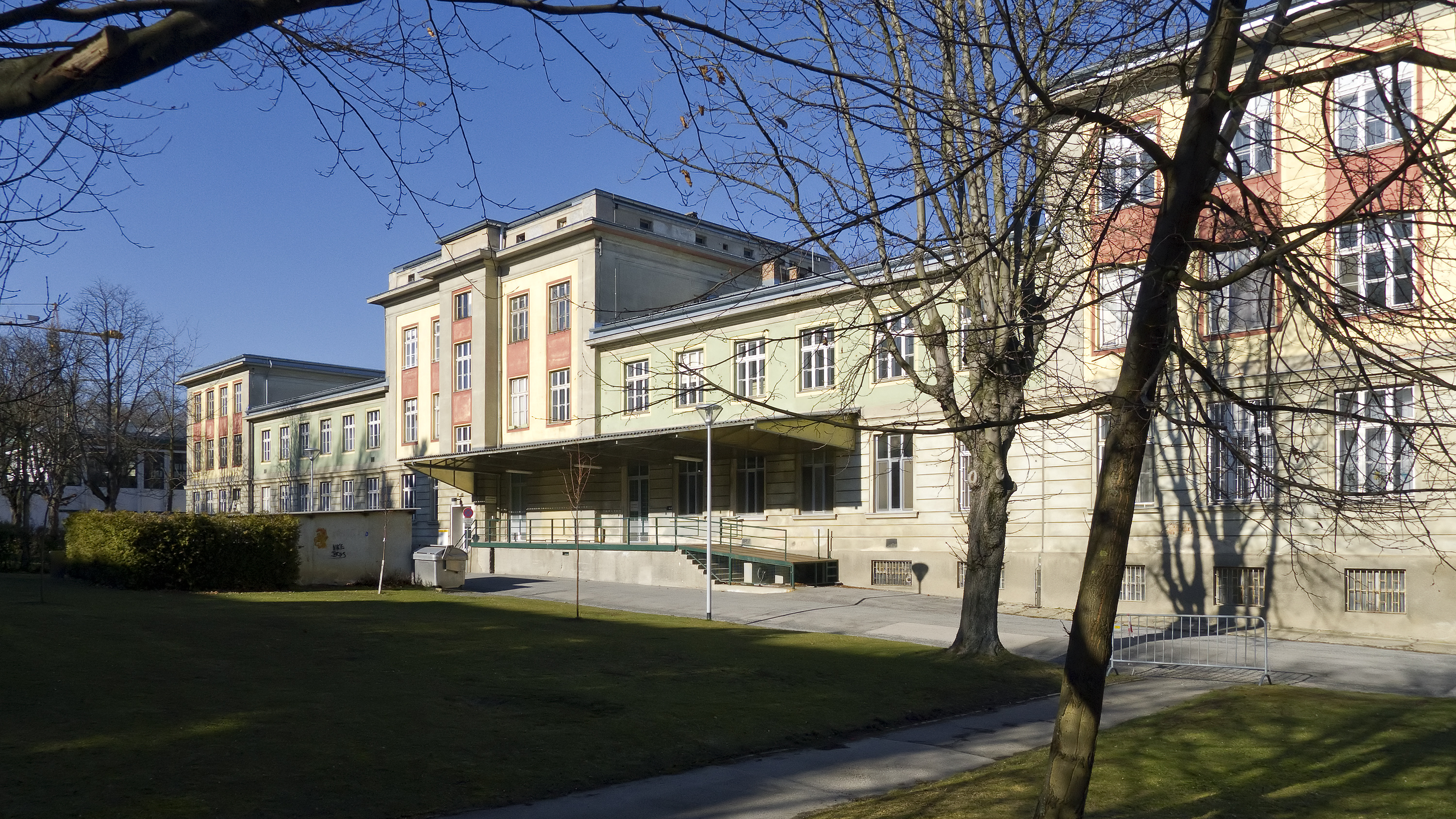
Haus 4
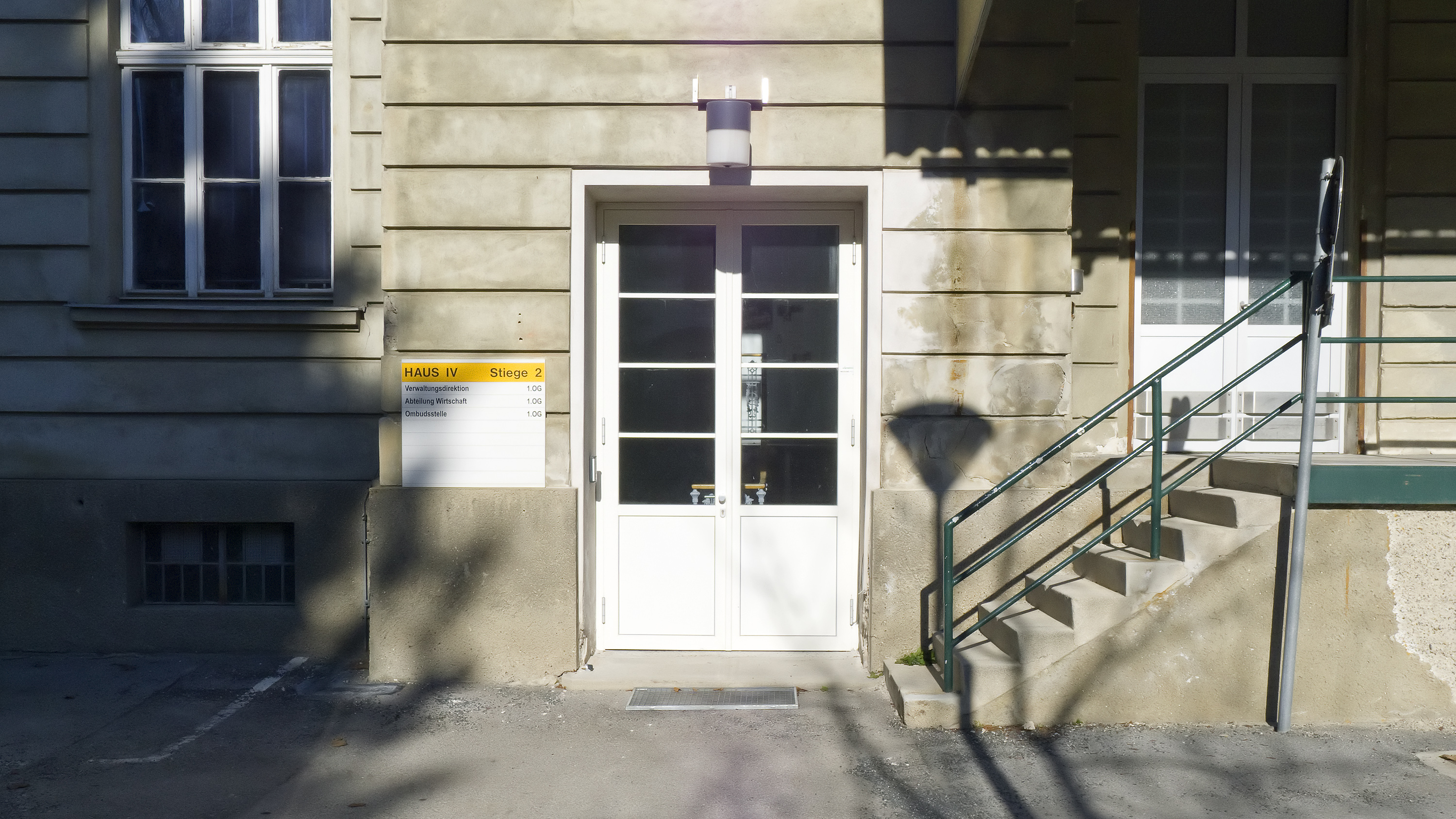
Haus 4, Eingang
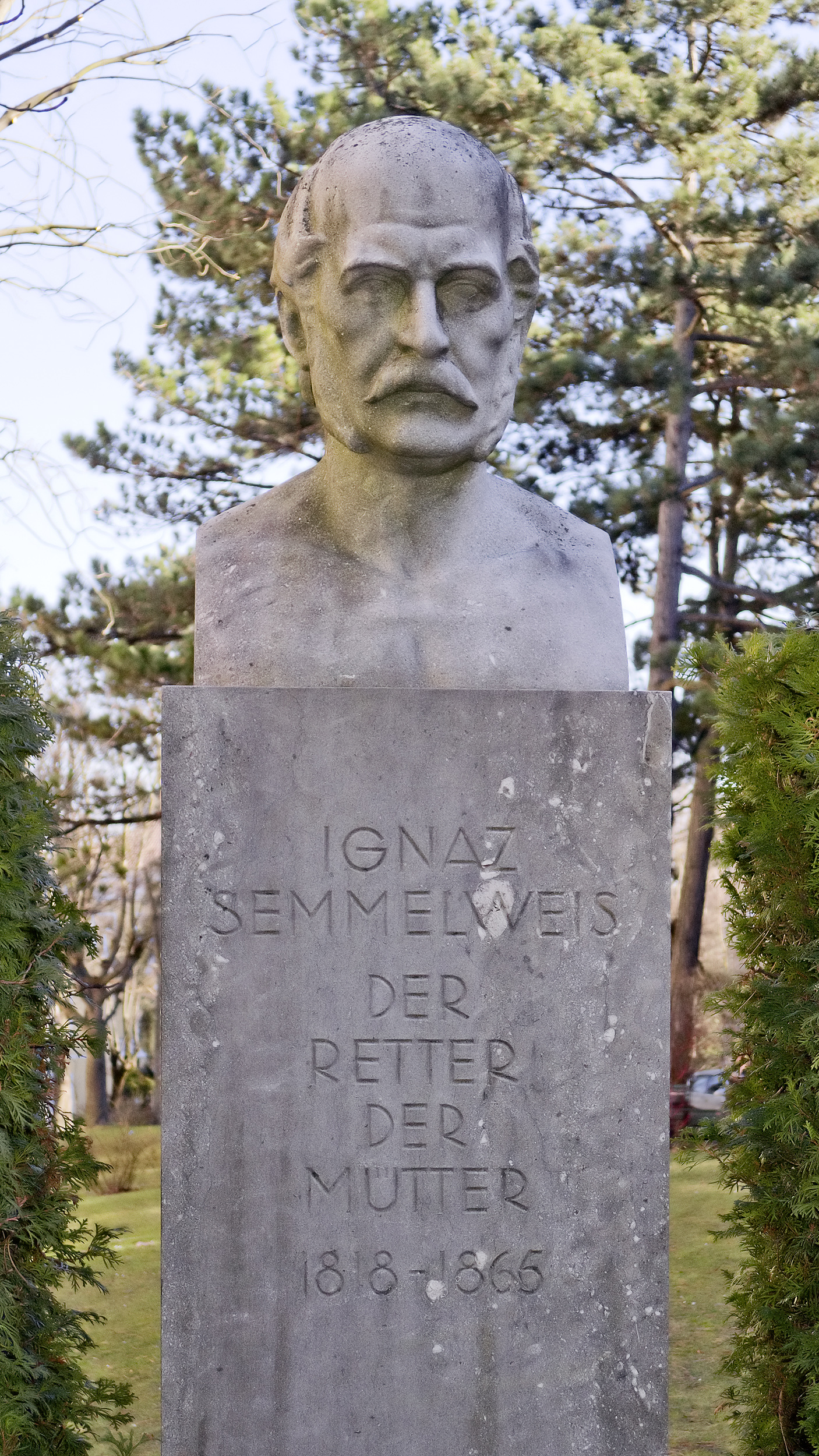
Büste des Arztes Ignaz Semmelweis
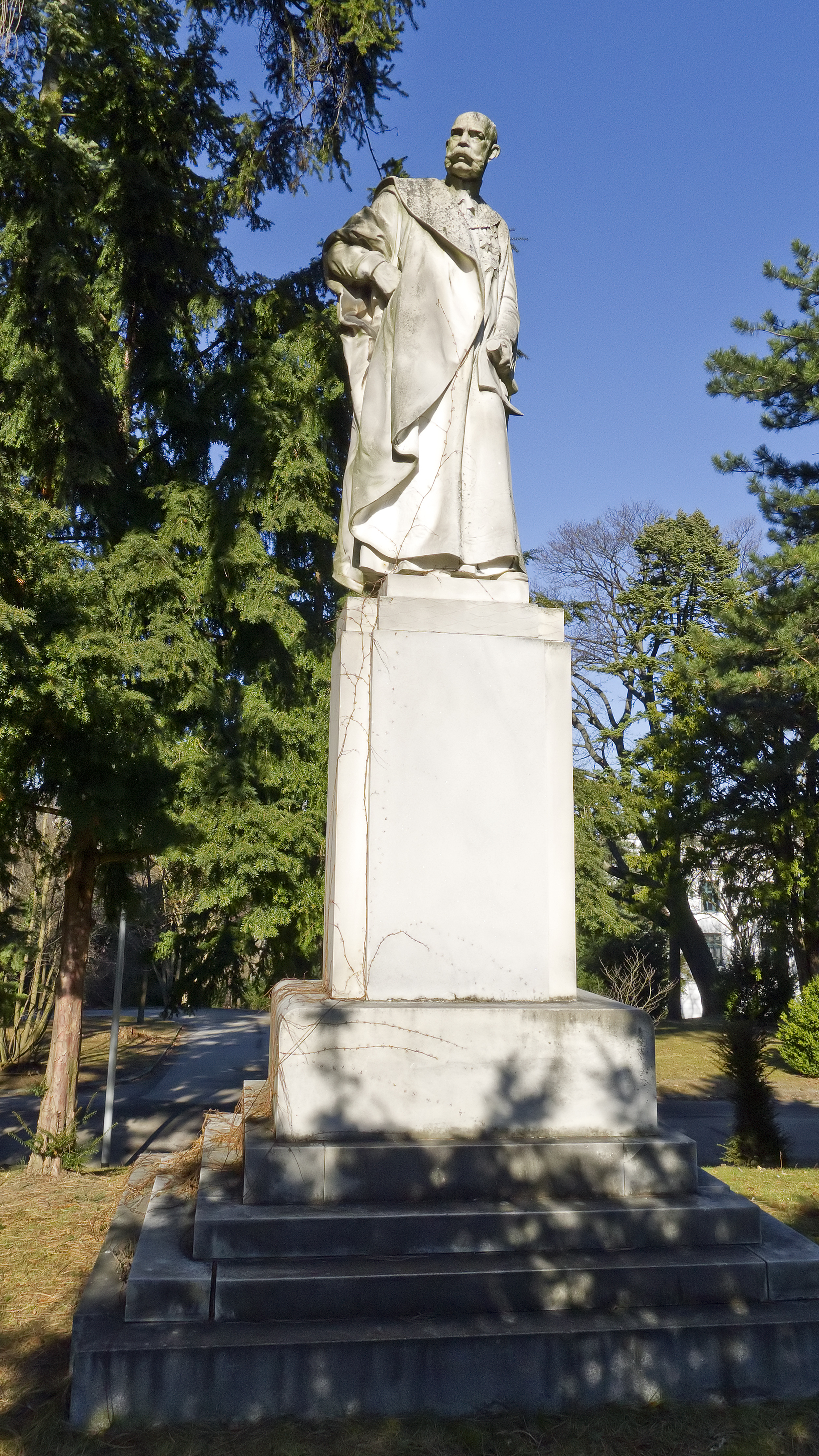
Statue des Kaisers Franz Joseph I.